# Собрадо (монастырь)
Собра́до (исп. Sobrado, галис. Sobrado), полное название — Санта-Мария-де-Собрадо-де-лос-Монхес (исп. Santa María de Sobrado de los Monjes) — монастырь траппистов (ранее цистерцианцев) в Испании в автономном сообществе Галисия в муниципалитете Собрадо. Монастырь основан в конце X века, памятник архитектуры.
Расположен в 46 км к юго-востоку от города Бетансос на высоте 540 м.

## История
Первые упоминания о существовании монастыря в Собрадо относятся к концу X века, тогда обитель принадлежала бенедиктинцам и называлась Сан-Сальвадор. О раннем периоде существования аббатства известно немногое, установлено только что в начале XII века монастырь был покинут. В 1142 году аббатство было восстановлено уже как обитель цистерцианцев. Материнским монастырём для Собрадо стало Клерво, именно оттуда Бернард Клервоский прислал в Галисию первую общину монахов.
В XII—XIII веках монастырь переживал бурное развитие. В XIV веке, как и большинстве цистерцианских монастырей Европы, начался постепенный упадок, который однако был преодолён после вступления в 1498 году монастыря в кастильскую конгрегацию цистерцианских монастырей. Большинство сохранившихся зданий монастыря были построены в XVI—XVII веках, строительство монументальной монастырской церкви было завершено к концу XVII века, её торжественное освящение состоялось в 1708 году.
Монастырь оставался действующей цистерцианской обителью до 30-х годов XIX века, когда в ходе дезамортизации, то есть конфискации церковного имущества, предпринятой министром Мендисабалем, монашеская община покинула аббатство и до 1966 года оно оставалось полностью покинутым. Большая часть зданий постепенно превратилась в руины.
В 1954 году кардинал Фернандо Кирога поручил ордену траппистов (цистерцианцев строгого соблюдения) задачу по восстановлению монастыря. В 1966 году в Собрадо была возрождена монашеская жизнь, здесь обосновалась траппистская община, начавшая процесс постепенной реконструкции аббатства.

## Архитектура
Церковь аббатства построена в конце XVII века, за исключением более древних капеллы Магдалины (XIV век) и ризницы (XVI век, Хуан де Эррера). Монастырь имеет три хорошо сохранившихся клуатра.

## Современное состояние
Собрадо — действующий монастырь ордена траппистов. Часть помещений и церковь открыты для визита туристов. При монастыре действует гостиница для паломников.